# Decimosexta Enmienda a la Constitución de los Estados Unidos
La Decimosexta Enmienda a la Constitución de los Estados Unidos (Enmienda XVI) le permite al Congreso de los Estados Unidos gravar un Impuesto sobre la renta sin prorratearlo entre los estados de acuerdo a su población o basándolo en los resultados de algún censo. Esta enmienda excluyó el Impuesto sobre la renta de los requerimientos constitucionales de los impuestos directos, después de que los impuestos sobre las rentas, dividendos e intereses fueron calificados como impuestos directos por el dictamen de la Corte Suprema en el Caso Pollock contra Farmers' Loan & Trust Co. (1895). Fue ratificada en febrero de 1913.

## Texto

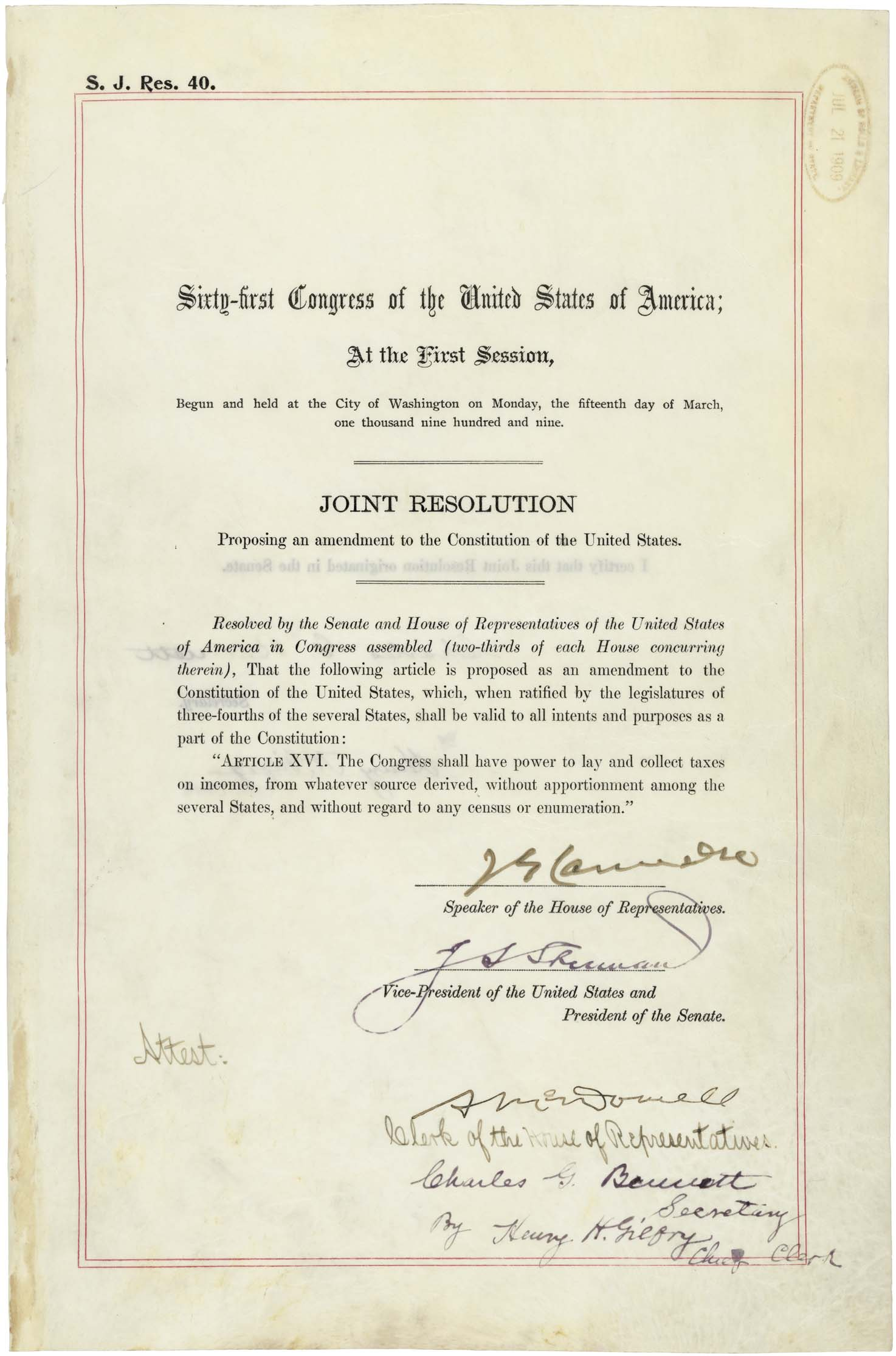
Enmienda XVI

The Congress shall have power to lay and collect taxes on incomes, from whatever source derived, without apportionment among the several States, and without regard to any census or enumeration.

El Congreso tendrá facultades para establecer y recaudar impuestos sobre los ingresos, sea cual fuere la fuente de que provengan, sin prorratearlos entre los diferentes Estados y sin atender a ningún censo o recuento.